# Catoblepia berecynthia
Espèce
Catoblepia berecynthia est une espèce de lépidoptères (papillons) de la famille des Nymphalidae, de la sous-famille des  Morphinae et du genre Catoblepia.

## Dénomination
Catoblepia berecynthia a été décrit par Pieter Cramer en 1777 sous le nom initial de Papilio berecynthia.

### Sous-espèces
- Catoblepia berecynthia berecynthia; présent au Surinam
- Catoblepia berecynthia adjecta (Stichel, 1906); présent en Bolivie
- Catoblepia berecynthia berecynthina (Hopffer, 1874); présent au Pérou.
- Catoblepia berecynthia halli (Bristow, 1981); présent en Guyana.
- Catoblepia berecynthia luxuriosus Stichel, 1902; présent en Colombie
- Catoblepia berecynthia meridaensis (Bristow, 1981); présent  au Venezuela.
- Catoblepia berecynthia midas (Stichel, 1908); présent en Colombie, en Équateur et au Brésil.
- Catoblepia berecynthia unditaenia (Fruhstorfer, 1907); présent au Brésil.

### Noms vernaculaires
Catoblepia berecynthia se nomme Ocellated Owlet ou Berecynthia Giant Owl en anglais,.

## Description
Catoblepia berecynthia est un papillon d'une envergure d'environ 60 mm au bord externe des ailes antérieures concave. Le dessus des ailes est de couleur marron avec une bande orange aux ailes antérieures qui va de la moitié du bord costal à la moitié du bord externe puis forme une bande submarginale jusqu'à l'angle externe. Les ailes postérieures sont marron avec une marge orange.
Le revers est orange marbré de nacré avec aux ailes postérieures une ligne submarginale de gros ocelles orange ou beige nacré cernés d'orange.

## Biologie

### Plantes hôtes
Les plantes hôtes de sa chenille sont des Arecaceae.

## Écologie et distribution
Catoblepia berecynthia est présent au Venezuela, en Colombie, en Bolivie, en Équateur, au Pérou, au Brésil, au Surinam, en Guyana et en Guyane.

### Biotope
Il réside dans la forêt primaire humide.

### Protection
Pas de statut de protection particulier.